# Horodeczno (gmina)
Horodeczno (początkowo Horodeczna) – dawna gmina wiejska istniejąca do 1939 roku w woj. poleskim (obecnie na Białorusi). Siedzibą gminy było Horodeczno, a następnie Szczerczewo.
W okresie międzywojennym gmina należała do powiatu prużańskiego w woj. poleskim. 22 stycznia 1926 roku część obszaru gminy Horodeczno przyłączono do gminy Linowo, natomiast 12 kwietnia 1928 roku do gminy Horodeczno przyłączono część obszaru zniesionej gminy Dworce. 18 kwietnia 1928 roku z gminy wyłączono część obszaru, który przyłączono do gminy Szereszów. 
Po wojnie obszar gminy Horodeczno wszedł w struktury administracyjne Związku Radzieckiego.